# Mary Wineberg
Mary Wineberg (nascida Mary Danner) (Nova York, 3 de janeiro de 1980) é uma atleta e campeã mundial e olímpica norte-americana, especializada nos 400 metros rasos.
Medalha de bronze no 4x400 m no Campeonato Mundial de Atletismo em Pista Coberta de 2003 e campeã mundial quatro anos mais tarde no mesmo revezamento em Osaka 2007, ela classificou-se em segundo lugar nas seletivas americanas para os 400 m rasos dos Jogos Olímpicos de Pequim em 2008. Na prova individual conseguiu apenas a quinta posição na sua semifinal, sem conseguir classificação para a final.
Na prova dos 4x400 m, entretanto, Wineberg correu a primeira 'perna' do revezamento que conquistou a medalha de ouro em 3m18s54 e tornou-se campeã olímpica em equipe junto com Monique Henderson, Allyson Felix e Sanya Richards.